# Sapindolike
Sapindolike (lat. Sapindales), biljni red u razredu Magnoliopsida, poneked i u Rosopsida. Obuhvaća deset porodica.
Sapindales, red dikotilnih cvjetnica, koji sadrži 9 porodica grmlja, drvenaste loze i drveća. Obuhvaća rod Citrusa i druge vrste važne zbog svojih plodova.
Više od polovice vrsta u Sapindales pripada dvjema porodicama: Sapindaceae (oko 1940 vrsta) i Rutaceae (oko 2200 vrsta). Većina preostalih vrsta pripada četirima drugim dobro poznatim porodicamma: Anacardiaceae (oko 930 vrsta), Burseraceae (750 vrsta), Meliaceae (760 vrsta) i Simaroubaceae (1230 vrsta). Preostale tri porodice (Biebersteiniaceae, Kirkiaceae i Nitrariaceae) imaju ukupno 27 vrsta. Porodica Tetradiclidaceae Takht. možda je sinonim za * Nitrariaceae
Sapindales je smješten u skupinu Rosid II, zajedno s Huerteales, Malvales i Brassicales, u sustavu botaničke klasifikacije Angiosperm Phylogeny Group II.

## Porodice i rodovi
1. Familia Biebersteiniaceae Schnizl. (4 spp.)
  1. Biebersteinia Stephan ex [Fisch.] (4 spp.)
2. Familia Nitrariaceae Lindl. (8 spp.)
  1. Subfamilia Tetradiclidoideae Takht. (6 spp.)
    1. Peganum L. (3 spp.)
    2. Malacocarpus Fisch. & C. A. Mey. (1 sp.)
    3. Tetradiclis Steven ex M. Bieb. (2 spp.)

  2. Subfamilia Nitrarioideae Arn.
    1. Nitraria L. (8 spp.)
3. Familia Kirkiaceae Takht. (6 spp.)
  1. Kirkia Oliv. (6 spp.)
4. Familia Anacardiaceae R. Br. (924 spp.)
  1. Tribus neopisan
    1. Pentaspadon Hook. fil. (5 spp.)

  2. Tribus Spondieae Engl.
    1. Pseudospondias Engl. (2 spp.)
    2. Dracontomelon Blume (7 spp.)
    3. Pegia Colebr. (2 spp.)
    4. Allospondias (Pierre) Stapf (2 spp.)
    5. Spondias L. (23 spp.)
    6. Attilaea E. Martínez & Ramos (1 sp.)
    7. Haematostaphis Hook. fil. (1 sp.)
    8. Parishia Hook. fil. (8 spp.)

  3. Tribus neopisan
    1. Campnosperma Thwaites (14 spp.)

  4. Tribus Tapiririeae Marchand
    1. Buchanania Spreng. (26 spp.)
    2. Androtium Stapf (1 sp.)
    3. Choerospondias B. L. Burtt & A. W. Hill (1 sp.)
    4. Pleiogynium Engl. (2 spp.)
    5. Tapirira Aubl. (9 spp.)
    6. Cyrtocarpa Kunth (5 spp.)
    7. Sclerocarya Hochst. (2 spp.)
    8. Lannea A. Rich. (38 spp.)
    9. Koordersiodendron Engl. ex Koord. (1 sp.)
    10. Antrocaryon Pierre (4 spp.)
    11. Poupartiopsis Capuron ex J. D. Mitch. & Daly (1 sp.)
    12. Harpephyllum Bernh. (1 sp.)
    13. Poupartia Comm. ex Juss. (7 spp.)
    14. Operculicarya H. Perrier (9 spp.)

  5. Tribus Dobineeae Pax
    1. Dobinea Buch.-Ham. ex D. Don (2 spp.)
    2. Campylopetalum Forman (1 sp.)

  6. Tribus Anacardieae DC.
    1. Fegimanra Pierre (3 spp.)
    2. Anacardium L. (12 spp.)
    3. Mangifera L. (63 spp.)
    4. Bouea Meisn. (3 spp.)
    5. Swintonia Griff. (13 spp.)
    6. Gluta L. (34 spp.)
    7. Faguetia Marchand (1 sp.)
    8. Trichoscypha Hook. fil. (29 spp.)
    9. Drimycarpus Hook. fil. (4 spp.)
    10. Melanochyla Hook. fil. (23 spp.)
    11. Semecarpus L. fil. (92 spp.)
    12. Holigarna Buch.-Ham. ex Roxb. (8 spp.)
    13. Nothopegia Blume (10 spp.)

  7. Tribus neopisan
    1. Blepharocarya F. Muell. (2 spp.)
    2. Searsia F. A. Barkley (108 spp.)
    3. Laurophyllus Thunb. (1 sp.)
    4. Smodingium E. Mey. (1 sp.)
    5. Loxostylis Spreng. ex Rchb. (1 sp.)
    6. Sorindeia Thouars (9 spp.)
    7. Protorhus Engl. (1 sp.)
    8. Ozoroa Delile (45 spp.)
    9. Micronychia Oliv. (10 spp.)
    10. Baronia Baker (3 spp.)
    11. Abrahamia Randrian. & Lowry (34 spp.)
    12. Heeria Meisn. (1 sp.)

  8. Tribus Thyrsodieae Marchand
    1. Loxopterygium Hook. fil. (3 spp.)
    2. Cardenasiodendron F. A. Barkley (1 sp.)
    3. Apterokarpos Rizzini (1 sp.)
    4. Astronium Jacq. (11 spp.)
    5. Myracrodruon Allemão (2 spp.)
    6. Schinopsis Engl. (8 spp.)
    7. Thyrsodium Salzm. ex Benth. (6 spp.)
    8. Ochoterenaea F. A. Barkley (1 sp.)
    9. Amphipterygium Schiede ex Standl. (5 spp.)
    10. Orthopterygium Hemsl. (1 sp.)
    11. Schinus L. (33 spp.)
    12. Pachycormus Coville (1 sp.)
    13. Lithraea Hook. (3 spp.)
    14. Mauria Kunth (15 spp.)
    15. Euroschinus Hook. fil. (9 spp.)

  9. Tribus Rhoideae Engl.
    1. Toxicodendron Mill. (29 spp.)
    2. Actinocheita F. A. Barkley (1 sp.)
    3. Bonetiella Rzed. (1 sp.)
    4. Pseudosmodingium Engl. (5 spp.)
    5. Metopium P. Browne (4 spp.)
    6. Comocladia P. Browne (27 spp.)
    7. Cotinus Mill. (7 spp.)
    8. Haplorhus Engl. (1 sp.)
    9. Pistacia L. (9 spp.)
    10. Rhus L. (50 spp.)
    11. Mosquitoxylum Krug & Urb. (1 sp.)
    12. Melanococca Blume (1 sp.)
    13. Malosma Engl. (1 sp.)
    14. Rhodosphaera Engl. (1 sp.)
5. Familia Burseraceae Kunth (743 spp.)
  1. Tribus Beiselieae Thulin, Beier & Razafim.
    1. Beiselia Forman (1 sp.)

  2. Tribus Protieae Marchand
    1. Tetragastris Gaertn. (7 spp.)
    2. Crepidospermum Hook. fil. (6 spp.)
    3. Protium Burm. fil. (138 spp.)

  3. Tribus Bursereae DC.
    1. Aucoumea Pierre (1 sp.)
    2. Bursera Jacq. ex L. (120 spp.)
    3. Commiphora Jacq. (162 spp.)

  4. Tribus Canarieae Webb & Berthel.
    1. Subtribus Garuginae Engl.
      1. Boswellia Roxb. ex Colebr. (22 spp.)
      2. Garuga Roxb. (4 spp.)

    2. Subtribus Canariinae Eddie ex Reveal
      1. Dacryodes Vahl (70 spp.)
      2. Triomma Hook. fil. (1 sp.)
      3. Ambilobea Thulin, Beier & Razafim. (1 sp.)
      4. Canarium L. (122 spp.)
      5. Trattinnickia Willd. (20 spp.)
      6. Rosselia Forman (1 sp.)

  5. Tribus nerazvrstani
    1. Haplolobus H. J. Lam (29 spp.)
    2. Santiria Blume (16 spp.)
    3. Scutinanthe Thwaites (2 spp.)
    4. Pachylobus G. Don (19 spp.)
    5. Pseudodacryodes Pierlot (1 sp.)
6. Familia Sapindaceae Juss. (1906 spp.)
  1. Subfamilia Xanthoceratoideae Thorne & Reveal
    1. Xanthoceras Bunge (1 sp.)

  2. Subfamilia Hippocastanoideae Burnett
    1. Tribus Acereae (Durande) Dumort
      1. Acer L. (136 spp.)
      2. Dipteronia Oliv. (2 spp.)

    2. Tribus Hippocastaneae (DC.) Dumort
      1. Billia Peyr. (1 sp.)
      2. Handeliodendron Rehder (1 sp.)
      3. Aesculus L. (12 spp.)

  3. Subfamilia Dodonaeoideae Burnett
    1. Tribus Doratoxyleae Radlk.
      1. Exothea Macfad. (3 spp.)
      2. Filicium Thwaites (3 spp.)
      3. Hippobromus Eckl. & Zeyh. (1 sp.)
      4. Doratoxylon Thouars sec. Bojer ex Benth. & Hook. fil. (5 spp.)
      5. Hypelate P. Browne (1 sp.)
      6. Zanha Hiern (3 spp.)
      7. Ganophyllum Blume (2 spp.)

    2. Tribus Dodonaeeae Kunth ex DC.
      1. Magonia A. St.-Hil. (1 sp.)
      2. Diplokeleba N. E. Br. (2 spp.)
      3. Euchorium Ekman & Radlk. (1 sp.)
      4. Conchopetalum Radlk. (2 spp.)
      5. Arfeuillea Pierre ex Radlk. (1 sp.)
      6. Majidea J. Kirk ex Oliv. (2 spp.)
      7. Hirania Thulin (1 sp.)
      8. Llagunoa Ruiz & Pav. (3 spp.)
      9. Euphorianthus Radlk. (1 sp.)
      10. Sinoradlkofera F. G. Mey. (1 sp.)
      11. Harpullia Roxb. (27 spp.)
      12. Loxodiscus Hook. fil. (1 sp.)
      13. Diplopeltis Endl. (5 spp.)
      14. Dodonaea Mill. (71 spp.)
      15. Averrhoidium Baill. (4 spp.)
      16. Cossinia Comm. ex Lam. (4 spp.)

  4. Subfamilia Sapindoideae Burnett
    1. Tribus Delavayeae Reveal
      1. Ungnadia Endl. (1 sp.)
      2. Delavaya Franch. (1 sp.)

    2. Tribus Koelreuterieae Radlk.
      1. Koelreuteria Laxm. (3 spp.)
      2. Smelophyllum Radlk. (1 sp.)
      3. Stocksia Benth. (1 sp.)
      4. Erythrophysa E. Mey. (9 spp.)

    3. Tribus Schleichereae Radlk.
      1. Phyllotrichum Thorel ex Lecomte (1 sp.)
      2. Paranephelium Miq. (5 spp.)
      3. Schleichera Willd. (1 sp.)
      4. Sisyrolepis Radlk. apud F. N. Williams (1 sp.)
      5. Amesiodendron Hu (1 sp.)
      6. Pavieasia Pierre (3 spp.)

    4. Tribus Nephelieae Radlk.
      1. Pometia J. R. Forst. & G. Forst. (2 spp.)
      2. Nephelium L. (23 spp.)
      3. Blighia K. D. Koenig (3 spp.)
      4. Xerospermum Blume (5 spp.)
      5. Litchi Sonn. (1 sp.)
      6. Dimocarpus Lour. (11 spp.)
      7. Otonephelium Radlk. (1 sp.)
      8. Cubilia Blume (1 sp.)
      9. Radlkofera Gilg (1 sp.)
      10. Glenniea Hook. fil. (8 spp.)
      11. Aporrhiza Radlk. (7 spp.)
      12. Laccodiscus Radlk. (4 spp.)
      13. Pancovia Willd. (14 spp.)
      14. Haplocoelopsis Davies (1 sp.)
      15. Placodiscus Radlk. (20 spp.)
      16. Chytranthus Hook. fil. (20 spp.)
      17. Lychnodiscus Radlk. (7 spp.)

    5. Tribus Sapindeae Kunth ex DC.
      1. Tristira Radlk. (1 sp.)
      2. Zollingeria Kurz (4 spp.)
      3. Alatococcus Acev.-Rodr. (1 sp.)
      4. Pseudima Radlk. (3 spp.)
      5. Atalaya Blume (16 spp.)
      6. Deinbollia Schumach. & Thonn. (38 spp.)
      7. Thouinidium Radlk. (7 spp.)
      8. Toulicia Aubl. (15 spp.)
      9. Porocystis Radlk. (2 spp.)
      10. Hornea Baker (1 sp.)
      11. Sapindus L. (12 spp.)
      12. Lepisanthes Blume (28 spp.)
      13. Eriocoelum Hook. fil. (11 spp.)
      14. Pseudopancovia Pellegr. (1 sp.)
      15. Namataea D. W. Thomas & D. J. Harris (1 sp.)

    6. Tribus Tristiropsideae Buerki & Callm.
      1. Tristiropsis Radlk. (3 spp.)

    7. Tribus Haplocoeleae Buerki & Callm.
      1. Haplocoelum Radlk. (5 spp.)
      2. Blighiopsis Van der Veken (2 spp.)

    8. Tribus Melicocceae Blume
      1. Melicoccus P. Browne (10 spp.)
      2. Talisia Aubl. (53 spp.)
      3. Tapirocarpus Sagot (1 sp.)
      4. Tripterodendron Radlk. (1 sp.)
      5. Dilodendron Radlk. (3 spp.)

    9. Tribus Blomieae Buerki & Callm.
      1. Blomia Miranda (1 sp.)

    10. Tribus Guindilieae Buerki, Callm. & Acev.-Rodr.
      1. Guindilia Gillies (3 spp.)

    11. Tribus Athyaneae Acev.-Rodr.
      1. Athyana (Griseb.) Radlk. (1 sp.)
      2. Diatenopteryx Radlk. (2 spp.)

    12. Tribus Bridgesieae Acev.-Rodr.
      1. Bridgesia Bertero ex Cambess. (1 sp.)

    13. Tribus Thouinieae Blume
      1. Thouinia Poit. (25 spp.)
      2. Allophylus L. (189 spp.)
      3. Allophylastrum Acev.-Rodr. (1 sp.)

    14. Tribus Paullinieae (Kunth) DC.
      1. Thinouia Triana & Planch. (11 spp.)
      2. Lophostigma Radlk. (2 spp.)
      3. Cardiospermum L. (9 spp.)
      4. Urvillea Kunth (19 spp.)
      5. Serjania Mill. (249 spp.)
      6. Paullinia L. (184 spp.)

    15. Tribus Stadtmannieae Buerki & Callm.
      1. Plagioscyphus Radlk. (9 spp.)
      2. Stadtmannia Lam. ex Poir. (6 spp.)
      3. Pappea Eckl. & Zeyh. (1 sp.)
      4. Tsingya Capuron (1 sp.)
      5. Gereaua Buerki & Callm. (1 sp.)
      6. Macphersonia Blume (6 spp.)
      7. Camptolepis Radlk. (4 spp.)
      8. Beguea Capuron (10 spp.)
      9. Bizonula Pellegr. (1 sp.)
      10. Pseudopteris Baill. (3 spp.)
      11. Omalocarpus Choux (1 sp.)
      12. Chouxia Capuron (6 spp.)
      13. Chonopetalum Radlk. (1 sp.)

    16. Tribus Cupanieae Blume
      1. Diploglottis Hook. fil. (11 spp.)
      2. Elattostachys (Blume) Radlk. (21 spp.)
      3. Alectryon Gaertn. (29 spp.)
      4. Lecaniodiscus Planch. ex Benth. (3 spp.)
      5. Podonephelium Baill. (10 spp.)
      6. Trigonachras Radlk. (6 spp.)
      7. Jagera Blume (4 spp.)
      8. Lepidopetalum Blume (6 spp.)
      9. Guioa Cav. (70 spp.)
      10. Sarcopteryx Radlk. (12 spp.)
      11. Mischocarpus Blume (18 spp.)
      12. Castanospora F. Muell. (1 sp.)
      13. Arytera Blume (19 spp.)
      14. Synima Radlk. (5 spp.)
      15. Neoarytera Callm., Buerki, Munzinger & Lowry (4 spp.)
      16. Cupaniopsis Radlk. (48 spp.)
      17. Gloeocarpus Radlk. (1 sp.)
      18. Gongrospermum Radlk. (1 sp.)
      19. Lepidocupania Buerki, Callm., Munzinger & Lowry (21 spp.)
      20. Lepiderema Radlk. (8 spp.)
      21. Dictyoneura Blume (2 spp.)
      22. Eurycorymbus Hand.-Mazz. (1 sp.)
      23. Gongrodiscus Radlk. (3 spp.)
      24. Rhysotoechia Radlk. (19 spp.)
      25. Storthocalyx Radlk. (5 spp.)
      26. Sarcotoechia Radlk. (8 spp.)
      27. Mischarytera (Radlk.) H. Turner (4 spp.)
      28. Cnesmocarpon Adema (4 spp.)
      29. Toechima Radlk. (6 spp.)
      30. Matayba Aubl. (50 spp.)
      31. Pentascyphus Radlk. (1 sp.)
      32. Cupania L. (55 spp.)
      33. Vouarana Aubl. (2 spp.)
      34. Molinaea Comm. ex Juss. (8 spp.)
      35. Tina Roem. & Schult. (19 spp.)
7. Familia Rutaceae Juss. (2211 spp.)
  1. Subfamilia Cneoroideae Webb
    1. Tribus Spathelieae Planch.
      1. Dictyoloma A. Juss. (1 sp.)
      2. Sohnreyia K. Krause (5 spp.)
      3. Spathelia L. (11 spp.)

    2. Tribus Cneoreae Baill.
      1. Harrisonia R. Br. ex A. Juss. (3 spp.)
      2. Cneorum L. (2 spp.)
      3. Ptaeroxylon Eckl. & Zeyh. (1 sp.)
      4. Bottegoa Chiov. (1 sp.)
      5. Cedrelopsis Baill. (8 spp.)

  2. Subfamilia Rutoideae Arn.
    1. Chloroxylon Rumph. ex Scop. (3 spp.)
    2. Psilopeganum Hemsl. ex Forbes & Hemsl. (1 sp.)
    3. Ruta L. (9 spp.)
    4. Boenninghausenia Rchb. (1 sp.)
    5. Thamnosma Torr. & Frém. (11 spp.)

  3. Subfamilia Amyridoideae Arn.
    1. Cneoridium Hook. fil. (1 sp.)
    2. Amyris P. Browne (50 spp.)
    3. Stauranthus Liebm. (2 spp.)
    4. Megastigma Hook. fil. (6 spp.)

  4. Subfamilia Haplophylloideae Appelhans, Bayly, Heslewood, Groppo, Verboom, P. I. Forst., Kallunki & Duretto
    1. Haplophyllum A. Juss. (74 spp.)

  5. Subfamilia Aurantioideae Eaton
    1. Glycosmis Corrêa (51 spp.)
    2. Micromelum Blume (8 spp.)
    3. Clausena Burm. fil. (29 spp.)
    4. Merrillia Swingle (1 sp.)
    5. Murraya J. Koenig ex L. (18 spp.)
    6. Luvunga Buch.-Ham. (12 spp.)
    7. Pamburus Swingle (1 sp.)
    8. Paramignya Wight (14 spp.)
    9. Wenzelia Merr. (8 spp.)
    10. Merope M. Roem. (1 sp.)
    11. Monanthocitrus Tanaka (4 spp.)
    12. Triphasia Lour. (3 spp.)
    13. Aegle Corrêa ex J. Koenig (1 sp.)
    14. Aeglopsis Swingle (4 spp.)
    15. Afraegle (Swingle) Engl. (4 spp.)
    16. Balsamocitrus Stapf (2 spp.)
    17. Afraurantium A. Chev. (1 sp.)
    18. Pleiospermium (Engl.) Swingle (7 spp.)
    19. Swinglea Merr. (1 sp.)
    20. Citropsis (Engl.) Swingle & Kellerm. (7 spp.)
    21. Naringi Adans. (1 sp.)
    22. Atalantia Corrêa (22 spp.)
    23. Burkillanthus Swingle (1 sp.)
    24. Feroniella Swingle (1 sp.)
    25. Limonia L. (1 sp.)
    26. Clymenia Swingle (2 spp.)
    27. Eremocitrus Swingle (1 sp.)
    28. Microcitrus Swingle (6 spp.)
    29. Citrus L. (17 spp.)

  6. Subfamilia Zanthoxyloideae A. Juss. ex Arn.
    1. Tribus Dictamneae Bartl.
      1. Casimiroa La Llave & Lex. (11 spp.)
      2. Dictamnus L. (4 spp.)
      3. Orixa Thunb. (1 sp.)
      4. Skimmia Thunb. (5 spp.)

    2. Tribus Diosmeae DC.
      1. Calodendrum Thunb. (2 spp.)
      2. Empleurum [Sol.] in Aiton (2 spp.)
      3. Phyllosma Bolus (2 spp.)
      4. Acmadenia Bartl. & H. L. Wendl. (33 spp.)
      5. Adenandra Willd. (18 spp.)
      6. Coleonema Bartl. & H. L. Wendl. (8 spp.)
      7. Agathosma Willd. (139 spp.)
      8. Diosma L. (28 spp.)
      9. Pseudiosma DC. (1 sp.)
      10. Sheilanthera I. Williams (1 sp.)
      11. Euchaetis Bartl. & H. L. Wendl. (23 spp.)
      12. Macrostylis Bartl. & H. L. Wendl. (10 spp.)

    3. Tribus Pteleeae DC.
      1. Subtribus Pteleinae
        1. Ptelea L. (3 spp.)
        2. Plethadenia Urb. (2 spp.)

      2. Subtribus Choisyinae
        1. Choisya Kunth (6 spp.)
        2. Peltostigma Walp. (2 spp.)

      3. Subtribus Pilocarpinae
        1. Pilocarpus Vahl (18 spp.)
        2. Metrodorea A. St.-Hil. (6 spp.)
        3. Raulinoa R. S. Cowan (1 sp.)
        4. Balfourodendron Corr. Mello ex Oliv. (2 spp.)
        5. Esenbeckia Kunth (36 spp.)
        6. Helietta Tul. (8 spp.)
        7. Euxylophora Huber (1 sp.)

      4. Subtribus Hortiinae
        1. Adiscanthus Ducke (1 sp.)
        2. Hortia Vand. (10 spp.)

      5. Subtribus Spirantherinae
        1. Spiranthera A. St.-Hil. (6 spp.)
        2. Nycticalanthus Ducke (1 sp.)

      6. Subtribus Galipeinae
        1. Ertela Adans. (2 spp.)
        2. Ravenia Vell. (12 spp.)
        3. Raveniopsis Gleason (20 spp.)
        4. Conchocarpus J. C. Mikan (51 spp.)
        5. Leptothyrsa Hook. fil. (1 sp.)
        6. Naudinia Planch. & Linden (1 sp.)
        7. Desmotes Kallunki (1 sp.)
        8. Toxosiphon Baill. (4 spp.)
        9. Galipea Aubl. (13 spp.)
        10. Ticorea Aubl. (6 spp.)
        11. Decagonocarpus Engl. (2 spp.)
        12. Rauia Nees & Mart. (5 spp.)
        13. Angostura Rich. (16 spp.)
        14. Dryades Groppo, Kallunki & Pirani (5 spp.)
        15. Neoraputia Emmerich ex Kallunki (7 spp.)
        16. Raputia Aubl. (13 spp.)
        17. Raputiarana Emmerich (2 spp.)
        18. Andreadoxa Kallunki (1 sp.)
        19. Erythrochiton Nees & Mart. (6 spp.)
        20. Sigmatanthus Huber ex Emmerich (1 sp.)
        21. Apocaulon R. S. Cowan (1 sp.)
        22. Rutaneblina Steyerm. & Luteyn (1 sp.)
        23. Lubaria Pittier (2 spp.)

    4. Tribus Zanthoxyleae Dumort.
      1. Subtribus Zanthoxylinae
        1. Fagaropsis Mildbr. (4 spp.)
        2. Phellodendron Rupr. (2 spp.)
        3. Tetradium Lour. (9 spp.)
        4. Zanthoxylum L. (243 spp.)

      2. Subtribus Vepridinae
        1. Ivodea Capuron (29 spp.)
        2. Vepris Comm. ex A. Juss. (98 spp.)

      3. Subtribus Flindersiinae
        1. Flindersia R. Br. (17 spp.)
        2. Lunasia Blanco (1 sp.)
        3. Coatesia F. Muell. (1 sp.)
        4. Geijera Schott (5 spp.)

      4. Subtribus Dinosperminae ined.
        1. Dinosperma T. G. Hartley (4 spp.)

      5. Subtribus Pitaviinae
        1. Bosistoa F. Muell. ex Benth. (4 spp.)
        2. Bouchardatia Baill. (1 sp.)
        3. Crossosperma T. G. Hartley (2 spp.)
        4. Acradenia Kippist (2 spp.)
        5. Pitavia Molina (1 sp.)
        6. Polyaster Hook. fil. (1 sp.)
        7. Decazyx Pittier & S. F. Blake (2 spp.)
        8. Decatropis Hook. fil. (2 spp.)

      6. Subtribus Pentacerinae ined.
        1. Pentaceras Hook. fil. (1 sp.)

      7. Subtribus Diplolaeninae ined.
        1. Neoschmidea T. G. Hartley (2 spp.)
        2. Halfordia F. Muell. (1 sp.)
        3. Crowea Sm. (3 spp.)
        4. Myrtopsis Engl. (8 spp.)
        5. Correa Andrews (11 spp.)
        6. Leionema (F. Muell.) Paul G. Wilson (28 spp.)
        7. Eriostemon Sm. (2 spp.)
        8. Muiriantha C. A. Gardner (1 sp.)
        9. Philotheca Rudge (54 spp.)
        10. Drummondita Harv. (11 spp.)
        11. Geleznowia Turcz. (2 spp.)
        12. Asterolasia F. Muell. (20 spp.)
        13. Diplolaena R. Br. (15 spp.)
        14. Microcybe Turcz. (4 spp.)
        15. Phebalium Vent. (35 spp.)
        16. Nematolepis Turcz. (7 spp.)
        17. Chorilaena Endl. (1 sp.)
        18. Rhadinothamnus Paul G. Wilson (3 spp.)

      8. Subtribus Boroniinae ined.
        1. Boronia Sm. (133 spp.)
        2. Neobyrnesia J. A. Armstr. (1 sp.)
        3. Perryodendron T. G. Hartley (1 sp.)
        4. Zieria Sm. (65 spp.)
        5. Brombya F. Muell. (2 spp.)
        6. Euodia J. R. Forst. & G. Forst. (7 spp.)
        7. Pitaviaster T. G. Hartley (1 sp.)
        8. Cyanothamnus Lindl. (23 spp.)
        9. Tetractomia Hook. fil. (6 spp.)
        10. Medicosma Hook. fil. (25 spp.)
        11. Acronychia J. R. Forst. & G. Forst. (53 spp.)
        12. Maclurodendron T. G. Hartley (6 spp.)
        13. Melicope J. R. Forst. & G. Forst. (244 spp.)
        14. Dutaillyea Baill. (3 spp.)
        15. Sarcomelicope Engl. (9 spp.)
        16. Comptonella Baker fil. (8 spp.)
        17. Dutailliopsis T. G. Hartley (1 sp.)
        18. Picrella Baill. (3 spp.)
8. Familia Meliaceae Juss. (771 spp.)
  1. Subfamilia Cedreloideae Arn.
    1. Chukrasia A. Juss. (1 sp.)
    2. Schmardaea H. Karst. (1 sp.)
    3. Capuronianthus J.-F. Leroy (2 spp.)
    4. Lovoa Harms (2 spp.)
    5. Entandrophragma C. DC. (11 spp.)
    6. Toona (Endl.) M. Roem. (6 spp.)
    7. Cedrela P. Browne (16 spp.)
    8. Soymida A. Juss. (1 sp.)
    9. Neobeguea J.-F. Leroy (3 spp.)
    10. Pseudocedrela Harms (1 sp.)
    11. Swietenia Jacq. (4 spp.)
    12. Khaya A. Juss. (8 spp.)
    13. Xylocarpus J. Koenig (3 spp.)
    14. Carapa Aubl. (20 spp.)

  2. Subfamilia Melioideae Arn.
    1. Tribus Melieae DC.
      1. Owenia F. Muell. (5 spp.)
      2. Melia L. (2 spp.)
      3. Azadirachta A. Juss. (2 spp.)

    2. Tribus Quivisiantheae Reveal
      1. Sandoricum Cav. (5 spp.)
      2. Quivisianthe Baill. (1 sp.)
      3. Ekebergia Sparrm. (3 spp.)

    3. Tribus neopisan
      1. Walsura Roxb. (16 spp.)
      2. Heynea Roxb. (2 spp.)

    4. Tribus Vavaeeae Harms
      1. Vavaea Benth. (5 spp.)

    5. Tribus Trichilieae DC.
      1. Lepidotrichilia (Harms) J.-F. Leroy (4 spp.)
      2. Astrotrichilia (Harms) J.-F. Leroy ex T. D. Penn. & Styles (13 spp.)
      3. Munronia Wight (7 spp.)
      4. Cipadessa Blume (1 sp.)
      5. Pseudoclausena T. P. Clark (1 sp.)
      6. Nymania Lindb. (1 sp.)
      7. Naregamia Wight & Arn. (2 spp.)
      8. Calodecaryia J.-F. Leroy (2 spp.)
      9. Turraea L. (65 spp.)
      10. Humbertioturraea J.-F. Leroy (7 spp.)
      11. Malleastrum (Baill.) J.-F. Leroy (25 spp.)
      12. Pterorhachis Harms (2 spp.)
      13. Trichilia P. Browne (114 spp.)
      14. Didymocheton Blume (43 spp.)
      15. Cabralea A. Juss. (1 sp.)
      16. Aglaia Lour. (127 spp.)
      17. Aphanamixis Pierre (3 spp.)
      18. Lansium Corrêa (3 spp.)
      19. Reinwardtiodendron Koord. (6 spp.)
      20. Sphaerosacme Wall. ex Royle (1 sp.)
      21. Epicharis Blume (7 spp.)
      22. Dysoxylum Blume (39 spp.)
      23. Pseudocarapa Hemsl. (5 spp.)
      24. Goniocheton Blume (4 spp.)
      25. Guarea L. (74 spp.)
      26. Heckeldora Pierre (7 spp.)
      27. Leplaea Vermoesen (7 spp.)
      28. Neoguarea (Harms) E. J. M. Koenen & J. J. De Wild. (1 sp.)
      29. Ruagea H. Karst. (11 spp.)
      30. Turraeanthus Baill. (3 spp.)
      31. Chisocheton Blume (51 spp.)
      32. Prasoxylon M. Roem. (7 spp.)
      33. Anthocarapa Pierre (1 sp.)
      34. Synoum A. Juss. (1 sp.)
      35. Pseudobersama Verdc.
9. Familia Simaroubaceae DC. (122 spp.)
  1. Tribus Casteleae Bartl.
    1. Castela Turpin (15 spp.)
    2. Holacantha A. Gray (2 spp.)
    3. Picrasma Blume (12 spp.)

  2. Tribus Ailantheae Meisn.
    1. Ailanthus Desf. (6 spp.)

  3. Tribus Leitnerieae Baill.
    1. Leitneria Chapm. (2 spp.)
    2. Brucea J. F. Mill. (6 spp.)
    3. Laumoniera Noot. (1 sp.)
    4. Soulamea Lam. (13 spp.)
    5. Amaroria A. Gray (1 sp.)

  4. Tribus Simaroubeae Dumort.
    1. Nothospondias Engl. (1 sp.)
    2. Picrolemma Hook. fil. (2 spp.)
    3. Quassia L. (2 spp.)
    4. Samadera Gaertn. (4 spp.)
    5. Eurycoma Jack (3 spp.)
    6. Odyendyea Pierre ex Engl. (2 spp.)
    7. Hannoa Planch. (2 spp.)
    8. Perriera Courchet (2 spp.)
    9. Gymnostemon Aubrév. & Pellegr. (1 sp.)
    10. Iridosma Aubrév. & Pellegr. (1 sp.)
    11. Pierreodendron Engl. (1 sp.)
    12. Gumillea Ruiz & Pav. (1 sp.)
    13. Simaba Aubl. (8 spp.)
    14. Homalolepis Turcz. (28 spp.)
    15. Simarouba Aubl. (6 spp.)

## Vanjske poveznice
|  | Zajednički poslužitelj ima još gradiva o temi Sapindales |
|  | Wikivrste imaju podatke o taksonu Sapindales             |